# Formicilla vitrea
Formicilla vitrea is een keversoort uit de familie snoerhalskevers (Anthicidae). De wetenschappelijke naam van de soort is voor het eerst geldig gepubliceerd in 1973 door Chandler.